# PB&J Otter
PB&J Otter (bra: Amendoim, Paçoca e Geleia) é uma série de desenho animado americano criada por Jim Jinkins e Adam Shaheen. A série foi ao ar no Disney Channel e na Treehouse TV.